# کودکان ابری
کودکان ابری یک فیلم کوتاه به نویسندگی و کارگردانی رضا فهیمی است که در سال ۱۳۹۳ تولید و جوایز زیادی را در داخل و خارج از کشور کسب کرد و در جشنواره اسکار شرکت کرد.
فیلم، روایت دو پسر بچه دانش آموز روستایی است که بر سر مالکیت چیزهایی که هیچ وقت دستشان به آنها نمی‌رسد مثل آسمان و طبیعت دعوا می‌کنند ...
کودکان ابری اقتباسی از کتاب باغ اناری محمد شریفی نعمت‌آباد است.